# Matthias Schneckenburger

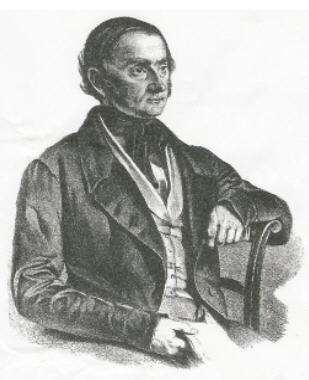
Matthias Schneckenburger.

Matthias Schneckenburger, född den 17 januari 1804 i Thalheim i Württemberg, död den 14 juni 1848 i Bern, var en tyskfödd schweizisk protestantisk teolog, bror till Max Schneckenburger. 
Schneckenburger blev professor vid Berns  universitet 1834. Hans professur omfattade närmast kyrkohistoria och systematisk teologi, men vid sidan därav föreläste han med förkärlek nytestamentlig teologi, och på detta område rör sig hans flesta av honom själv utgivna arbeten (Über das Evangelium der Ägypter, 1834; Über den Zweck der Apostelgeschichte, 1841, med flera). Mot slutet av sitt liv koncentrerade han emellertid alltmer sina studier kring symbolikens problem och särskilt kring spörsmålet om förhållandet mellan den lutherska och den reformerta åskådningen, vilket erbjöd ett särskilt intresse för honom, som, själv lutheran, genom deltagandet i Berns praktiskt kyrkliga liv lärt sig uppskatta den reformerta fromhetens egenart. För eftervärlden är han också i främsta rummet bekant genom det postumt utgivna, utomordentligt skarpsinniga och ännu betydelsefulla arbetet Vergleichende Darstellung des lutherischen und des reformierten Lehrbegriffs (2 band, 1855).